# 金鐘獎非商品類廣告獎
廣播金鐘獎非商品類廣告獎是由文化部影視及流行音樂產業局在臺灣舉辦的現行頒發獎項。

## 歷屆得獎暨入圍名單
|  | 獲獎者 |

### 非商品類廣告獎（第38屆～至今）
| 年度 （屆數）   | 廣播作品                                                                                         |
| --------------- | ------------------------------------------------------------------------------------------------ |
| 2003 （第38屆） | 《警廣形象廣告--老少咸宜篇》／警察廣播電臺新竹臺                                                 |
| 2003 （第38屆） | 《多元入學、適性發展》／國立教育廣播電臺                                                         |
| 2003 （第38屆） | 《珍惜水資源--絕響篇》／正聲廣播公司                                                             |
| 2003 （第38屆） | 《盜採國有林地--罰責篇》／警察廣播電臺                                                           |
| 2003 （第38屆） | 《親情關懷--醉彌勒篇》／正聲廣播公司                                                             |
| 2004 （第39屆） | 《電台形象廣告╱好人好事都在警廣》／警廣新竹台                                                    |
| 2004 （第39屆） | 《新勸世歌》／警廣花蓮台                                                                         |
| 2004 （第39屆） | 《找尋失落的台灣原生物種系列廣告╱海產篇、本產淡水魚篇、植物篇》／復興台北台                      |
| 2004 （第39屆） | 《張伯伯的一天╱族群融合篇》／漢聲台中台                                                          |
| 2004 （第39屆） | 《挑戰生命的缺口系列╱視障篇、肢障篇、聽障篇、智障篇》／漢聲台北台                                |
| 2005 （第40屆） | 《交通安全宣導-家有豆豆系列廣告》／內政部警政署警察廣播電臺                                      |
| 2005 （第40屆） | 《節約能源-關燈》／國防部政治作戰總隊漢聲廣電臺高雄臺                                            |
| 2005 （第40屆） | 《全民拼治安-菩薩篇》／內政部警政署警察廣播電臺宜蘭臺                                            |
| 2005 （第40屆） | 《博士爸爸》／內政部警政署警察廣播電臺台中臺                                                     |
| 2005 （第40屆） | 《2009世運在高雄-運將也會說英語篇》／高雄廣播電臺                                                |
| 2006 （第41屆） | 《台呼：從軍．月台篇》／新營之聲廣播電台股份有限公司                                             |
| 2006 （第41屆） | 《不一樣的媽媽，一樣的感謝》／財團法人中央廣播電臺                                               |
| 2006 （第41屆） | 《長隧道行車安全宣導--禁止烏賊車通行篇》／內政部警政署警察廣播電臺臺中臺                         |
| 2006 （第41屆） | 《鎖水、保失；水噹噹！》／國防部政治作戰總隊漢聲廣播電臺高雄臺                                   |
| 2006 （第41屆） | 《環境的記憶與未來系列：家庭環境篇》／國防部政治作戰總隊漢聲廣播電臺花蓮臺                       |
| 2007 （第42屆） | 《行政院農委會漁業署南遷政策宣導》／行政院農業委員會漁業署臺灣區漁業廣播電臺                     |
| 2007 （第42屆） | 《小心!你的拳頭會轉彎》／財團法人中央廣播電臺                                                    |
| 2007 （第42屆） | 《校園零體罰》／國立教育廣播電臺臺北總臺                                                         |
| 2007 （第42屆） | 《漁民勞工安全－想像系列：喬登篇》／行政院農業委員會漁業署臺灣區漁業廣播電臺                     |
| 2007 （第42屆） | 《環保公益：中元普渡篇》／全國廣播股份有限公司                                                   |
| 2008 （第43屆） | 《交通安全－那無篇》／灰姑娘音樂製作有限公司                                                     |
| 2008 （第43屆） | 《最後加點》／成功廣播股份有限公司                                                               |
| 2008 （第43屆） | 《關心地球生命力》／大眾廣播股份有限公司                                                         |
| 2008 （第43屆） | 《聽媽媽的話，陪媽媽說說話!》／財團法人中央廣播電臺                                              |
| 2009 （第44屆） | 《羅東廣播電台24小時整點報時台呼》／羅東廣播股份有限公司                                         |
| 2009 （第44屆） | 《防範一氧化碳中毒系列廣告》／內政部警政署警察廣播電臺宜蘭臺                                     |
| 2009 （第44屆） | 《酒後不開車宣導－接不下去的人生》／內政部警政署警察廣播電臺新竹臺                               |
| 2009 （第44屆） | 《節約用水－點滴成海》／漢聲廣播電臺高雄分臺                                                     |
| 2009 （第44屆） | 《關懷罕見疾病兒童－罕見天使篇》／王子音樂出版社                                                 |
| 2010 （第45屆） | 《道路交通安全宣導之「名人代言系列廣告」》／內政部警政署警察廣播電臺臺北臺                       |
| 2010 （第45屆） | 《母親節系列廣告》／飛碟廣播股份有限公司                                                         |
| 2010 （第45屆） | 《交通安全面面觀系列》／內政部警政署警察廣播電臺宜蘭臺                                           |
| 2010 （第45屆） | 《交通路權宣導－亂走行不通篇》／內政部警政署警察廣播電臺花蓮臺                                   |
| 2010 （第45屆） | 《傾聽台北的聲音》／財團法人佳音廣播電台                                                         |
| 2011 （第46屆） | 《關懷與感謝公益廣告—「愛，盡在不言中」系列》／內政部警政署警察廣播電臺臺南臺                    |
| 2011 （第46屆） | 《什麼事情不能等!》／漢聲廣播電臺高雄分臺                                                        |
| 2011 （第46屆） | 《古典音樂台幸福六班系列—一姐篇／老伴篇》／好家庭廣播股份有限公司                                |
| 2011 （第46屆） | 《節約能源系列—自己的問題篇、別人的問題篇》／灰姑娘音樂製作有限公司                              |
| 2011 （第46屆） | 《慶祝中華民國百年誕辰》／行政院農業委員會漁業署漁業廣播電臺                                     |
| 2012 （第47屆） | 《人聲，以服務為目的!》／財團法人中央廣播電臺                                                    |
| 2012 （第47屆） | 《佳音電台形象廣告「傾聽台北的聲音—守護心靈系列篇」》／財團法人佳音廣播電台                      |
| 2012 （第47屆） | 《節能減碳—拔掉插頭篇》／全國廣播股份有限公司                                                    |
| 2012 （第47屆） | 《端午節形象廣告—廖添丁提醒篇》／飛碟廣播股份有限公司                                            |
| 2012 （第47屆） | 《關懷視障同胞—活得精彩篇》／王子音樂出版社                                                      |
| 2013 （第48屆） | 《叫賣達人系列》／內政部警政署警察廣播電臺總臺                                                   |
| 2013 （第48屆） | 《子欲「講」而親不「耐」》／財團法人中央廣播電臺                                                 |
| 2013 （第48屆） | 《不平凡的母親系列廣告》／飛碟廣播股份有限公司                                                   |
| 2013 （第48屆） | 《戒毒宣導》／灰姑娘音樂製作有限公司                                                             |
| 2013 （第48屆） | 《愛地球系列（上）別讓它說話篇（下）這顆球不能玩篇》／王子音樂出版社                             |
| 2014 （第49屆） | 《飛行狂響》／正聲廣播股份有限公司臺北調頻廣播電臺                                               |
| 2014 （第49屆） | 《反賄選宣傳》／灰姑娘音樂製作有限公司                                                           |
| 2014 （第49屆） | 《尊重生命–端午節形象廣告》／飛碟廣播股份有限公司                                                |
| 2014 （第49屆） | 《傳遞記憶的聲音》／竹科廣播股份有限公司                                                         |
| 2014 （第49屆） | 《養兒當思父母恩 家有一老，如有一小!》／財團法人中央廣播電臺                                     |
| 2015 （第50屆） | 《珍惜水資源》／王子音樂出版社                                                                   |
| 2015 （第50屆） | 《心動899–聽見心動的聲音系列形象廣告》／新竹勞工之聲廣播股份有限公司                             |
| 2015 （第50屆） | 《好家庭廣播–祝福台灣系列廣告》／好家庭廣播股份有限公司                                          |
| 2015 （第50屆） | 《我的家˙我的愛系列》／竹科廣播股份有限公司                                                      |
| 2015 （第50屆） | 《城市廣播網–放下3C日》／城市廣播股份有限公司                                                    |
| 2016 （第51屆） | 《心動899–曾經的美好系列形象廣告》／新竹勞工之聲廣播股份有限公司                                 |
| 2016 （第51屆） | 《扭曲的社會–被正義打擊的博愛》／台南知音廣播股份有限公司                                        |
| 2016 （第51屆） | 《社會關懷-放下3C 2.0》／財團法人健康傳播事業基金會-台北健康電台                                 |
| 2017 （第52屆） | 《珍惜生命～7秒與7天篇》／正聲廣播股份有限公司臺中廣播電臺                                       |
| 2017 （第52屆） | 《2016中廣形象廣告－習慣動作篇》／中國廣播股份有限公司臺北總台                                   |
| 2017 （第52屆） | 《都市更新之王寶釧與薛平貴篇》／台灣全民廣播電台股份有限公司                                     |
| 2017 （第52屆） | 《電台形象廣告「心靈探索之旅-發現台灣系列篇」:系列三：山清水秀－阿里山篇》／財團法人佳音廣播電台 |
| 2017 （第52屆） | 《｢台灣古早味」節目預告》／曾文溪廣播電台股份有限公司                                            |
| 2018 （第53屆） | 《紀念齊柏林導演-高度篇》／中國廣播股份有限公司                                                  |
| 2018 （第53屆） | 《防治菸害 肺氣腫篇》／灰姑娘音樂製作有限公司                                                    |
| 2018 （第53屆） | 《防酒駕宣導-酒後的心聲篇》／灰姑娘音樂製作有限公司                                              |
| 2018 （第53屆） | 《珍惜生命〜醉不上道最上道》／正聲廣播股份有限公司臺中廣播電臺                                   |
| 2018 （第53屆） | 《家暴防治公益廣告_阿嬤不認得阿雄篇》／台灣廣播股份有限公司新竹廣播電台                          |
| 2019 （第54屆） | 《電台父親節形象廣告-蔡傑爸-全職爸爸篇》／好家庭廣播股份有限公司                                 |
| 2019 （第54屆） | 《世界地球日/地球不想去冰篇》／大眾廣播股份有限公司                                              |
| 2019 （第54屆） | 《只聽見自己害死自己》／宣揚媒體行銷工作室                                                       |
| 2019 （第54屆） | 《美酒可再開，生命不重來》／正聲廣播股份有限公司臺中廣播電臺                                     |
| 2019 （第54屆） | 《寶島新聲父親節形象廣告-爸爸愛講白賊篇》／寶島新聲廣播電台股份有限公司                          |
| 2020 （第55屆） | 《防疫宣導》／灰姑娘音樂製作有限公司                                                             |
| 2020 （第55屆） | 《POP Radio防疫廣告【清潔隊員】篇》／台北流行廣播股份有限公司                                    |
| 2020 （第55屆） | 《防疫大作戰之今年七夕不相會篇》／正聲廣播股份有限公司雲林廣播電臺                               |
| 2020 （第55屆） | 《環宇公益廣告-最美距離篇》／環宇廣播事業股份有限公司                                            |
| 2020 （第55屆） | 《關懷老人篇》／台南知音廣播股份有限公司                                                         |
| 2021 （第56屆） | 《我想媽媽疫起加油系列廣告之『手機裡的媽媽』篇》／財團法人佳音廣播電台                           |
| 2021 （第56屆） | 《2021反空汙公益廣告—看見未來篇》／全國廣播股份有限公司                                          |
| 2021 （第56屆） | 《愛要及時—問卷篇》／灰姑娘音樂製作有限公司                                                      |
| 2021 （第56屆） | 《遠離3C控八控控》／城市廣播股份有限公司                                                         |
| 2021 （第56屆） | 《關懷視障同胞—黑貓篇》／王子音樂出版社                                                          |
| 2022 （第57屆） | 《這條轉屋下個路單元-回家的路》／財團法人寶島客家廣播電台                                        |
| 2022 （第57屆） | 《2022都更形象廣告-都市鬼地方篇》／台灣全民廣播電台股份有限公司                                  |
| 2022 （第57屆） | 《沉默是無形暴力》／大樹下廣播電台股份有限公司                                                   |
| 2022 （第57屆） | 《長隧道開車安全宣導》／臺灣通傳智庫股份有限公司                                                 |
| 2022 （第57屆） | 《臺北廣播電臺-聽見時代的聲音》／微醺北藍有限公司                                                |
| 2023 （第58屆） | 《28週年台慶形象廣告稿-層層堆疊美麗客語版》／財團法人寶島客家廣播電台                            |
| 2023 （第58屆） | 《多元文化彼此尊重》／台灣廣播股份有限公司                                                       |
| 2023 （第58屆） | 《我的岳母失智了！》／正聲廣播股份有限公司高雄廣播電臺                                           |
| 2023 （第58屆） | 《我愛媽媽母親節快樂篇》／大苗栗廣播股份有限公司                                                 |
| 2023 （第58屆） | 《杜絕賄選-算抹合篇》／灰姑娘音樂製作有限公司                                                    |
| 2024 （第59屆） | 《古典音樂台—生意子難生—徵才篇》／好家庭廣播股份有限公司                                         |
| 2024 （第59屆） | 《杜絕毒品—毒害篇》／王子音樂出版社                                                              |
| 2024 （第59屆） | 《查歌系統超級比一比篇》／財團法人健康傳播事業基金會                                             |
| 2024 （第59屆） | 《時代裡動聽的祝福—佳音週年紀念形象廣告》／財團法人佳音廣播電台                                  |
| 2025 （第60屆） |                                                                                                  |
|                 |                                                                                                  |
|                 |                                                                                                  |
|                 |                                                                                                  |
|                 |                                                                                                  |

## 外部連結
- 廣播電視金鐘獎官方網站 （页面存档备份，存于）
- 歷屆廣播金鐘獎得獎入圍名單 （页面存档备份，存于），文化部影視及流行音樂產業局